# Argumentum ad baculum
Az argumentum ad baculum (latinul: [bunkós]botra hivatkozó érvelés) vagy erőre hivatkozó érvelés olyan érzelmi alapú érvelés, amely során a beszélő erővel, erőszakkal, büntetéssel való nyílt vagy burkolt fenyegetést használ érveinek alátámasztására. Az érvelési hibák egyike, azon belül is a következményekre hivatkozás (argumentum ad consequentiam) egy negatív formája.

## Általános forma
Ha x nem fogadja el P-t, akkor Q.
Q büntetést jelent x számára.
Tehát, P igaz.

## Példák
- Természetesen saját belátásuk szerint járnak el, de ne feledjék, hogy mi vagyunk az önök legnagyobb hirdetői.
- Isten létezik, mert ha nem hiszel benne, akkor a pokolra jutsz.

## Lásd még
- érvelési hibák
- konformitás
- Pascal fogadása